# Bittium laevicordatum
Bittium laevicordatum  es una especie de molusco gasterópodo de la familia Cerithiidae.

## Distribución geográfica
Se encuentra  en Three Kings de Nueva Zelanda.